# 選挙ステーション
『選挙ステーション』（せんきょステーション）は、テレビ朝日（ANN系列）で、1986年7月6日（衆参同日選挙）から生放送されている選挙特別番組である。
同局の平日夜のニュース番組である『NEWS STATION』→『報道STATION』の特別番組という形態をとっている。略称名は『選ステ』（せんすて）。

## 歴史
第1回目は、衆参同日選挙により開票作業が投票日翌日に行われたため開票日の放送となったが、他系列が午前8時から特番を組む中、一足早く午前7時から断続的にその日の『ニュースステーション』まで放送した。『ニュースステーション』のキャスターを務めた久米宏が中心となって放送し、タイトルは『久米宏の選挙ステーション』となるなど『ニュースステーション』の派生番組の色が濃く、オープニングCGも当時のCGをアレンジし『ニュースステーション』での地球を立方体にしたものが使われた。なおこの回では特番部分のエンディング音楽も通常の後奏をアレンジしており、またアイキャッチは通常の後奏そのものが使われた。また、通常番組のうち『江森陽弘 モーニングショー』ならびに『なうNOWスタジオ』は体裁上中断番組として放送されたが、本番組に準じた内容として久米が進行の主導を担い、本来の司会者（前者は江森陽弘、後者は渡辺宜嗣と岸ユキ）はアシスト役に廻った。
以後は、放送開始時間は投票終了時間とほぼ同じで、かつてはクロスネット局だった山形放送・テレビ信州・テレビ熊本でも放送していた。
2004年7月11日の第20回参議院議員通常選挙時からは、地上波デジタル放送にて放送を開始した地域から順次連動データ放送を実施している。
2005年版は選挙投開票日の19:57から翌日未明の3:00まで7時間3分生放送。
2009年（8月30日実施第45回衆議院議員総選挙）から、これまで出口調査や開票情報を共同取材していた朝日新聞社との協力関係をアピール。番組の前提となる基本データを共有し、新聞・テレビ・インターネットで一体的に展開するというもの。番組宣伝では、「報道ステーションと朝日新聞が総力を結集…」とアナウンスしたほか、両者の特設サイトは朝日新聞グループのコラボレーションであることを明確にした。放送時間は19:56から翌3:30。
2010年7月11日の第22回参議院議員通常選挙時の放送時間は19:57から翌日未明の3:30となったが、2012年12月16日の第46回衆議院議員総選挙および2012年東京都知事選挙時の放送時間は19:56から翌日未明の3:30に復す。同時にリアルタイム字幕放送も行われることになった。
2013年7月21日の第23回参議院議員通常選挙時の放送時間は19:57から翌0:05（関連事項は#構成にて後述する）。
2014年12月14日の第47回衆議院議員総選挙時は、当番組の前に放送されたフィギュアスケートグランプリシリーズファイナルの結果を挟みながら、開票状況を伝えた。放送時間は19:59から23:30。
2016年7月10日の第24回参議院議員通常選挙時の放送時間は19:57から翌0:10。

2021年10月31日の第49回衆議院議員総選挙時の放送時間は19:58から翌2:00。なお、テレビ朝日が投票日当日に行った出口調査をもとに投票締め切りの午後8時に発表した各党の議席予想が実際の各党の獲得議席とは大きく外れるというハプニングも後に起きてしまった。
タイトルは前述の通り、第1回のみ『久米宏の選挙ステーション』だった。2000年6月25日放送（第42回衆議院議員総選挙時）から、『選挙ステーション2000』という風に西暦がタイトルに付け加えられるようになった。さらに、ロゴ上ではこれまでタイトルの「ステーション」の部分がカタカナ表記であったのが久米降板時の『選挙STATION2003』（2003年11月9日放送、第43回衆議院議員総選挙時）から「STATION」という英語表記へ変更となっている。
これはベースとなる番組『ニュースステーション』の後期（「NEWS STATION」）と『報道ステーション』（報道STATION）のロゴが英字表記のため、それに倣っている。また、新聞テレビ欄での表記は文字制限の関係上カタカナのままで、西暦はスペースの都合である場合とない場合がある。
第1部の出演者は原則として『NEWS STATION』や『報道STATION』の出演者を中心に起用している。『報道STATION』の開始以降はサブキャスターが『報道STATION』のサブキャスターだったり、それ以外の同局の報道・情報番組の女性キャスター・女性司会者が務めるなど、回によって異なっている。第2部については2012年まで『朝まで生テレビ!』の出演者が起用されたが(2017年のみ復活)、抜本的なリニューアルに伴い、2013年以降は主に『報道STATION』の出演者が起用されている。なお、2012年まで第2部で討論の司会を務めた田原総一朗は、第1部のオープニングや政党幹部らへのインタビューにも登場することがあった。
『NEWS STATION』時代は、久米宏と小宮悦子の2人体制で放送していた。1998年7月12日の第18回参議院議員通常選挙からは渡辺真理が開票速報担当としてキャスターに加わった。なお、小宮は同年10月からの『スーパーJチャンネル』の全曜日担当に伴い『NEWS STATION』からは降板したが、本番組は続投し、引き続き久米・小宮・渡辺の共演が実現することになった。2004年3月26日の『NEWS STATION』終了により、久米が『選挙STATION2003』をもって降板。『選挙STATION2004』から『報道STATION』初代メインキャスターの古舘伊知郎に交代したが、2016年3月31日をもって『報道STATION』を降板により、古舘も『選挙STATION2014』をもって降板。『選挙STATION2016』から『選挙STATION2019』までは、同局のアナウンサーで『報道STATION』2代目メインキャスターの富川悠太が本番組のメインキャスターを務めた。
同じく『NEWS STATION』の終了により、渡辺真理が『選挙STATION2003』をもって降板。長年サブキャスターとして出演してきた小宮も『選挙STATION2005』をもって降板した。『選挙STATION2007』では当時の同局アナウンサーで『報道STATION』初代サブキャスターの河野明子がサブキャスターを務め、『選挙STATION2009』と『選挙STATION2010』では『スーパーモーニング』の司会者・赤江珠緒がサブキャスターを務めた。『選挙STATION2012』からは当時の同局アナウンサーで『報道STATION』3代目サブキャスターの小川彩佳がサブキャスターを務めたが、2018年9月28日をもって『報道STATION』を降板により、小川彩佳が『選挙STATION2017』をもって降板。『選挙STATION2019』では、2019年10月に『報道STATION』のメインキャスターに就任した徳永有美がサブキャスターを務め、『報道STATION』金曜日担当のキャスターもその陣に加わった。
2017年10月22日の『選挙STATION2017』では、同年4月22日・23日より開始した『サタデーステーション』・『サンデーステーション』のメインキャスターである高島彩と長野智子も第1部キャスターに加わった。また、第2部の討論コーナーが5年ぶりに復活し、19:57から翌4:00までの8時間3分生放送された。長野は『選挙ステーション2003』から『選挙STATION2010』までは第2部の司会を務めていたが、第1部に参加するのはこれが初めてだった。
2021年10月31日の『選挙STATION2021』では、同月4日に『報道STATION』金曜以外のちの2022年10月からは全曜日のメインキャスターに就任した大越健介と、平日昼の情報番組『大下容子ワイド!スクランブル』のメインMC・大下容子が、第1部メインキャスターを担当した。同年3月に『報道STATION』のレギュラーコメンテーターを降板した後藤謙次も23時台から登場し、上座のコメンテーター席に座って解説を務めた。
2024年10月27日の第50回衆議院議員総選挙では同月に番組を開始した『有働Times』との合同特別番組となり、本番組は19:54から22:45まで放送。

## 構成
第1部は、北海道・東京・愛知・大阪・沖縄の各局女子アナリレーによる各地の投票率予測に始まり、投票終了と同時に発表される出口調査による議席予測、開票速報、注目選挙区状況と選挙ドキュメント、比例・各選挙区の当選確実情報、当選者の喜びの声、タレント議員の当落、各党首・各党の情勢、ベテラン議員との激論バトルなどをANN各局と中継をつなぎ、総力を挙げて総出で送る。
第2部は、2012年までは『朝まで生テレビ!』のフォーマットに基づく田原総一朗司会の討論コーナーを放送した。「（激論!）どうするどうなる日本の政治」との討論テーマの下、与野党の幹部らが意見を戦わせるのが恒例だった。2013年以降は田原司会の討論コーナーが後述の他のコンテンツとの編成上の都合で見送られ、2017年に復活したのを最後に開票速報やパネルディスカッションへ移行している。
第2部終了後は、報道局ニュースルームから最新の開票状況や選挙関連以外の一般ニュースとスポーツニュース、天気予報を伝える。ニュースパートのテロップは基本的に『ANNニュース』仕様のものを使用している。

### スポーツ中継に伴う対応
放送日が『全英オープンゴルフ』の最終日と重なった場合は、23:00か24:00に一旦中断し、競技終了後再開される。ただし、2013年は全英オープンゴルフに加え、世界水泳も中継することから、7月22日0:05で当番組を終了させた後すぐに、ゴルフ中継および世界水泳を放送したため、第2部の討論コーナーは放送されなかった。2014年も『フィギュアスケートグランプリファイナル・エキシビション』の放送が重なり、やはり第2部の討論コーナーは放送されなかったほか、他局と異なり放送中にフィギュアスケートの模様と大雪関連のニュースを随時放送した。放送時間も23:30までの短縮となるが、翌日1:30から再び開票速報を放送し補完した。2016年も第2部の討論コーナーは放送されていない。
2001年は『2001年世界水泳選手権』の大会最終日だったため、19:58から20:10まで『選挙ステーション2001』を放送、20:10から再び『世界水泳』、21:00から再び『選挙ステーション2001』を放送。23:30に第1部が終了後、23:30 - 24:00は『世界水泳ダイジェスト』を放送して、7月30日0:00 - 2:00に第2部の討論コーナーを放送。第2部終了後、『速報!甲子園への道』（2:00 - 2:20・朝日放送制作）を挟んで2:20 - 2:50に『ANNニュース』として最新の開票状況や選挙以外のニュース・スポーツ・天気予報を放送した。2007年は、『AFCアジアカップ2007』で日本代表が決勝に進出した場合のみ、21:22で一旦中断され、試合終了後再開される予定だったが、日本が準決勝でサウジアラビアに敗れたためなくなり、通常の放送となった。また、2001年以降サイマル放送を行っていたBS朝日ではそれが行われず、代わりに7月30日の0:00 - 0:10まで『News Access参議院選速報』として放送された。2019年は、『2019年世界水泳選手権』の大会初日と『第148回全英オープンゴルフ』の最終日のため、19:58から20:20まで『選挙STATION2019』第1部、20:20から『世界水泳』、21:58から23:00まで再び『選挙STATION2019』第2部、23:00から翌2:55までは『全英オープン』を放送したため、『選挙STATION』は実質1時間30分程度のみの放送となった。

## 演出
久米や古舘の各時期のスタイルなどもあり、硬い選挙特番のなかでも所々で久米・古舘流の其々の個性をそのまま演出としていた。
オープニングにはアニメーションを使用して、さながら総合格闘技のようにみせたり（1998年参院選）、ラグビーの試合のように見せた（2000年衆院選）こともある。
1998年参院選の際は、番組冒頭での各地の投票状況中継リポーターが全員女性だったため、久米が「ぶっちゃけた話、3人目が好みです」と、3か所目の大阪を担当したABCアナウンサー関根友実を好きなタイプとして挙げた。
古舘が初めて参加した2004年参院選の際は、元同僚・小宮との古巣での久々の共演となったため、冒頭のトークにて「いやー、なんか変な感じですよねぇー。テレビ朝日の旧局舎のアナウンス部、本当に懐かしい限りですよねー」と局アナウンサー時代の想い出を述べた。対する小宮も「そうですよねぇー。懐かしいです」と相槌を打った。
2005年衆院選の際は、投票終了時刻の20:00を迎えた同時に六本木ヒルズのテレビ朝日社屋外観を使用し、出口調査から分析した獲得予想議席数を発表した。また、与党の議席割合が焦点になった2014年衆院選と2016年参院選では、議席予測を色付きTシャツの人数で表現した。
2019年参院選の際は、当時同局で放送中だった『世界水泳』のパロディとして、各党党首を模したCGキャラクターが競泳をするアニメーションを使用して出口調査の発表を行った。

## 出演者
以下の情報は、全て『選挙ステーション2025』のもの。☆印はテレビ朝日アナウンサー。
- メインキャスター

大越健介（『報道ステーション』）
大下容子☆（『大下容子ワイド!スクランブル』）
- コメンテーター

藤川みな代（テレビ朝日政治部長）
- 開票キャスター

小木逸平☆（『報道ステーション』）
安藤萌々☆（『報道ステーション』）
ほか

## 歴代の出演者
| 放送年 | メインキャスター | サブキャスター | サブキャスター | サブキャスター | 開票キャスター | 開票キャスター | コメンテーター | コメンテーター | コメンテーター |          |
| ------ | ---------------- | -------------- | -------------- | -------------- | -------------- | -------------- | -------------- | -------------- | -------------- | -------- |
| 1986年 | 久米宏           | 小宮悦子       | 小宮悦子       | 小宮悦子       |                |                | 小林一喜       | 萩谷順         | 萩谷順         |          |
| 1989年 | 久米宏           | 小宮悦子       | 小宮悦子       | 小宮悦子       | 福岡政行       | 福岡政行       | 小林一喜       |                |                |          |
| 1990年 | 久米宏           | 小宮悦子       | 小宮悦子       | 小宮悦子       | 内田健三       | 猪口邦子       | 小林一喜       |                |                |          |
| 1992年 | 久米宏           | 小宮悦子       | 小宮悦子       | 小宮悦子       | 福岡政行       | 福岡政行       | 福岡政行       |                |                |          |
| 1993年 | 久米宏           | 小宮悦子       | 小宮悦子       | 小宮悦子       | 田原総一朗     | 内田健三       | 和田俊         |                |                |          |
| 1995年 | 久米宏           | 小宮悦子       | 小宮悦子       | 小宮悦子       | 岩井奉信       | 内田健三       | 和田俊         |                |                |          |
| 1996年 | 久米宏           | 小宮悦子       | 小宮悦子       | 小宮悦子       | 渡辺宜嗣       | 佐藤紀子       | 石井苗子       | 石井苗子       | 石井苗子       |          |
| 1998年 | 久米宏           | 小宮悦子       | 小宮悦子       | 小宮悦子       | 渡辺宜嗣       | 渡辺真理       | 菅沼栄一郎     | 福岡政行       | 福岡政行       |          |
| 2000年 | 久米宏           | 小宮悦子       | 小宮悦子       | 小宮悦子       | 渡辺宜嗣       | 渡辺真理       | 福岡政行       | 福岡政行       | 福岡政行       |          |
| 2001年 | 久米宏           | 小宮悦子       | 小宮悦子       | 小宮悦子       | 渡辺真理       | 渡辺真理       | 田原総一朗     | 矢野絢也       | 矢野絢也       |          |
| 2003年 | 久米宏           | 小宮悦子       | 小宮悦子       | 小宮悦子       | 渡辺真理       | 角澤照治       | 福岡政行       | 田中康夫       | 田中康夫       |          |
| 2004年 | 古舘伊知郎       | 小宮悦子       | 小宮悦子       | 小宮悦子       | 角澤照治       | 角澤照治       | 福岡政行       | 金子勝         | 金子勝         |          |
| 2005年 | 古舘伊知郎       | 小宮悦子       | 小宮悦子       | 小宮悦子       |                |                | 福岡政行       | 福岡政行       | 福岡政行       |          |
| 2007年 | 古舘伊知郎       | 河野明子       | 河野明子       | 河野明子       | 星浩           | 田勢康弘       | 田勢康弘       |                |                |          |
| 2009年 | 古舘伊知郎       | 赤江珠緒       | 赤江珠緒       | 赤江珠緒       | 星浩           | 山口豊         | 市川寛子       | 田崎史郎       | 田崎史郎       | 田崎史郎 |
| 2010年 | 古舘伊知郎       | 赤江珠緒       | 赤江珠緒       | 赤江珠緒       | 星浩           | 山口豊         | 市川寛子       | 田崎史郎       | 田崎史郎       | 田崎史郎 |
| 2012年 | 古舘伊知郎       | 小川彩佳       | 小川彩佳       | 小川彩佳       | 山口豊         | 山口豊         | 田崎史郎       | 藤岡信夫       | 藤岡信夫       |          |
| 2013年 | 古舘伊知郎       | 小川彩佳       | 小川彩佳       | 小川彩佳       | 山口豊         | 山口豊         | 後藤謙次       | 田崎史郎       | 藤岡信夫       |          |
| 2014年 | 古舘伊知郎       | 小川彩佳       | 小川彩佳       | 小川彩佳       | 山口豊         | 山口豊         | 後藤謙次       | 藤岡信夫       | 藤岡信夫       |          |
| 2016年 | 富川悠太         | 小川彩佳       | 小川彩佳       | 小川彩佳       | 山口豊         | 山口豊         | 後藤謙次       | 藤川みな代     | 木村草太       |          |
| 2017年 | 富川悠太         | 小川彩佳       | 高島彩         | 長野智子       | 平石直之       | 八木麻紗子     | 後藤謙次       | 中丸徹         | 中丸徹         |          |
| 2019年 | 富川悠太         | 徳永有美       | 徳永有美       | 徳永有美       | 小木逸平       | 竹内由恵       | 後藤謙次       | 後藤謙次       | 後藤謙次       |          |
| 2021年 | 大越健介         | 大下容子       | 大下容子       | 大下容子       | 小木逸平       | 渡辺瑠海       | 藤川みな代     | 後藤謙次       | 後藤謙次       |          |
| 2022年 | 大越健介         | 大下容子       | 小木逸平       | 小木逸平       | 板倉朋希       | 渡辺瑠海       | 藤川みな代     | 藤川みな代     | 藤川みな代     |          |
| 2024年 | 大越健介         | 大下容子       | 大下容子       | 大下容子       | 小木逸平       | 安藤萌々       | 藤川みな代     | 藤川みな代     | 藤川みな代     |          |
| 2025年 | 大越健介         | 大下容子       | 大下容子       | 大下容子       | 小木逸平       | 安藤萌々       | 藤川みな代     | 藤川みな代     | 藤川みな代     |          |

| 放送年 | 討論の司会     | 司会           | 司会           |
| ------ | -------------- | -------------- | -------------- |
| 1989年 | 田原総一朗     | 渡辺宜嗣       | 田丸美寿々     |
| 1990年 | 田原総一朗     | 渡辺宜嗣       | 田丸美寿々     |
| 1992年 | 田原総一朗     | 渡辺宜嗣       | 田丸美寿々     |
| 1993年 | 田原総一朗     | 渡辺宜嗣       | 田丸美寿々     |
| 1995年 | 田原総一朗     | 渡辺宜嗣       | 宮崎緑         |
| 1996年 | 田原総一朗     | 渡辺宜嗣       | 宮崎緑         |
| 1998年 | 田原総一朗     | 渡辺宜嗣       | 宮崎緑         |
| 2000年 | 田原総一朗     | 渡辺宜嗣       | 丸川珠代       |
| 2001年 | 田原総一朗     | 渡辺宜嗣       | 丸川珠代       |
| 2003年 | 田原総一朗     | 渡辺宜嗣       | 長野智子       |
| 2004年 | 田原総一朗     | 渡辺宜嗣       | 長野智子       |
| 2005年 | 田原総一朗     | 渡辺宜嗣       | 長野智子       |
| 2007年 | 田原総一朗     | 渡辺宜嗣       | 長野智子       |
| 2009年 | 田原総一朗     | 渡辺宜嗣       | 長野智子       |
| 2010年 | 田原総一朗     | 渡辺宜嗣       | 長野智子       |
| 2012年 | 田原総一朗     | 渡辺宜嗣       | 村上祐子       |
| 2013年 | （制作されず） | （制作されず） | （制作されず） |
| 2014年 | （制作されず） | （制作されず） | （制作されず） |
| 2016年 | （制作されず） | （制作されず） | （制作されず） |
| 2017年 | 田原総一朗     | 渡辺宜嗣       | 村上祐子       |

## 列島中継リレー
出口調査が取り入れられて投票終了前から放送するようになり、投票終了までの時間をつかった各局女性アナウンサーによる中継リレーが始まった。南から沖縄県（琉球朝日放送）で始まり、近畿広域圏（朝日放送）、札幌市（北海道テレビ放送）、東京都（テレビ朝日）の順で放送する。2005年9月11日（第44回衆議院議員総選挙）の放送では投票終了3分前からの放送で中継に充てる時間が無くなり、これ以降、中継リレーは廃止された。
各局リポーターは以下の通り。カッコ内は当時の所属テレビ局。なお、沖縄担当の宮城さつきは琉球朝日放送が開局して初めて関わった1996年10月20日（第41回衆議院議員総選挙）以来、唯一交代することなく出演した。
2000年6月25日（第42回衆議院議員総選挙）
- 札幌 - 小野優子（北海道テレビ）
- 東京 - 上山千穂（テレビ朝日）
- 兵庫 - 赤江珠緒（朝日放送）
- 福岡 - 浜田しのぶ（九州朝日放送）

2001年7月29日（第19回参議院議員通常選挙）
- 札幌 - 野村はづき（北海道テレビ放送）
- 東京 - 上山千穂（テレビ朝日）
- 大阪 - 加藤明子（朝日放送）
- 福岡 - 伊藤有里子（九州朝日放送）

2003年11月9日（第43回衆議院議員総選挙）
- 北海道 - 森さやか（北海道テレビ）
- 東京 - 前田有紀（テレビ朝日）
- 名古屋 - 高山香織（メ〜テレ）
- 大阪 - 武田和歌子（朝日放送）
- 福岡 - 岩渕梢（九州朝日放送）

2004年7月11日（第20回参議院議員通常選挙）
- 北海道 - 森さやか（北海道テレビ）
- 東京 - 前田有紀（テレビ朝日）
- 名古屋 - 高山香織（メ〜テレ）
- 大阪 - 小寺右子（朝日放送）

## 系列局での扱い
- 朝日放送テレビ（ABC TV）の場合、番組の大半を、朝のローカル情報番組『おはよう朝日です』・夕方のローカル報道番組『newsおかえり』をベースにした関西ローカル版に差し替える。東京発の内容は基本的にオープニング部分（概ね議席予測発表まで）やメインキャスターと自民党など主要政党の党首とのやりとり程度しかネットせず[注 7]、ネットスポンサーの提供クレジットも自社送出で表示している。また、番組終了後に『選挙STATION ABC』の単独番組として、朝日放送テレビの放送エリアである近畿地方・徳島県の当落状況を放送する場合もある。
- 他テレビ朝日系列各局でも番組の一部を差し替え、放送エリア内の開票速報を行う（基本的に夕方のローカル報道番組のメインキャスターが担当。）。番組の途中であっても放送局別に区切りの良い部分または割り込みでローカル編成に切り替えることもある。
- クロスネット局の福井放送（FBC）・テレビ宮崎（UMK）は裏送りで番組制作に加わっている[注 8]。